# کاسترو (آپولیا)
کاسترو (به ایتالیایی: Castro) یک کومونه در ایتالیا است که در استان لچه واقع شده‌است.

## خصوصیات
کاسترو ۴ کیلومترمربع مساحت و ۲٬۵۱۶ نفر جمعیت دارد و ۱۰۰ متر بالاتر از سطح دریا واقع شده‌است.